# Markus Hoelgaard
Markus Hoelgaard (født 4. oktober 1994 i Ålgård) er en cykelrytter fra Norge, der er på kontrakt hos Uno-X Mobility.